# San Lorenzo al Mare
San Lorenzo al Mare (en lígur, San Loénso) és un municipi italià, situat a la regió de Ligúria, a la província d'Imperia.
El terme municipal fa una mica més d'un quilòmetre quadrat i això el converteix en el municipi més petit de tota la Ligúria. Però, per altra banda, el seu miler d'habitants li dona una densitat de població d'uns 1.000 h/km2 que és molt elevada. L'activitat econòmica principal hi és el turisme, havent-hi també indústria vinícola i floricultura. La vila s'estén al llarg d'una riera, dita de San Lorenzo, i a la seva desembocadura, per la costa. Històricament, les dues ribes eren dues poblacions diferents fins que, al segle xviii, foren unificades en una de sola.

## Evolució demogràfica

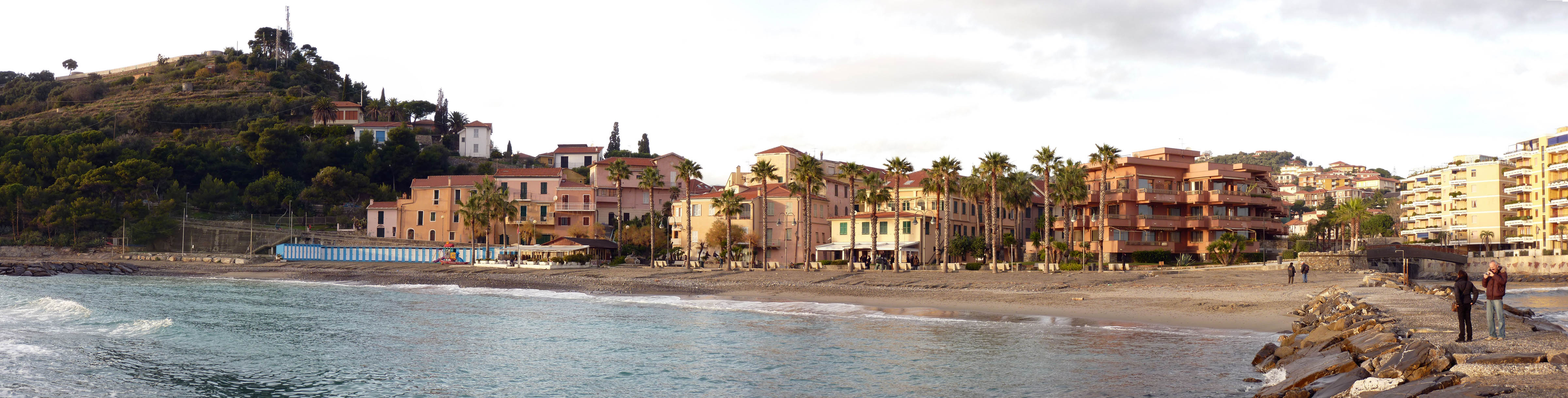
Panoràmica de San Lorenzo des de la platja.

| Gràfica d'evolució de San Lorenzo al Mare entre 1861 i 2011 |
|                                                             |
| Font: ISTAT                                                 |